# Octave van Caloen de Basseghem

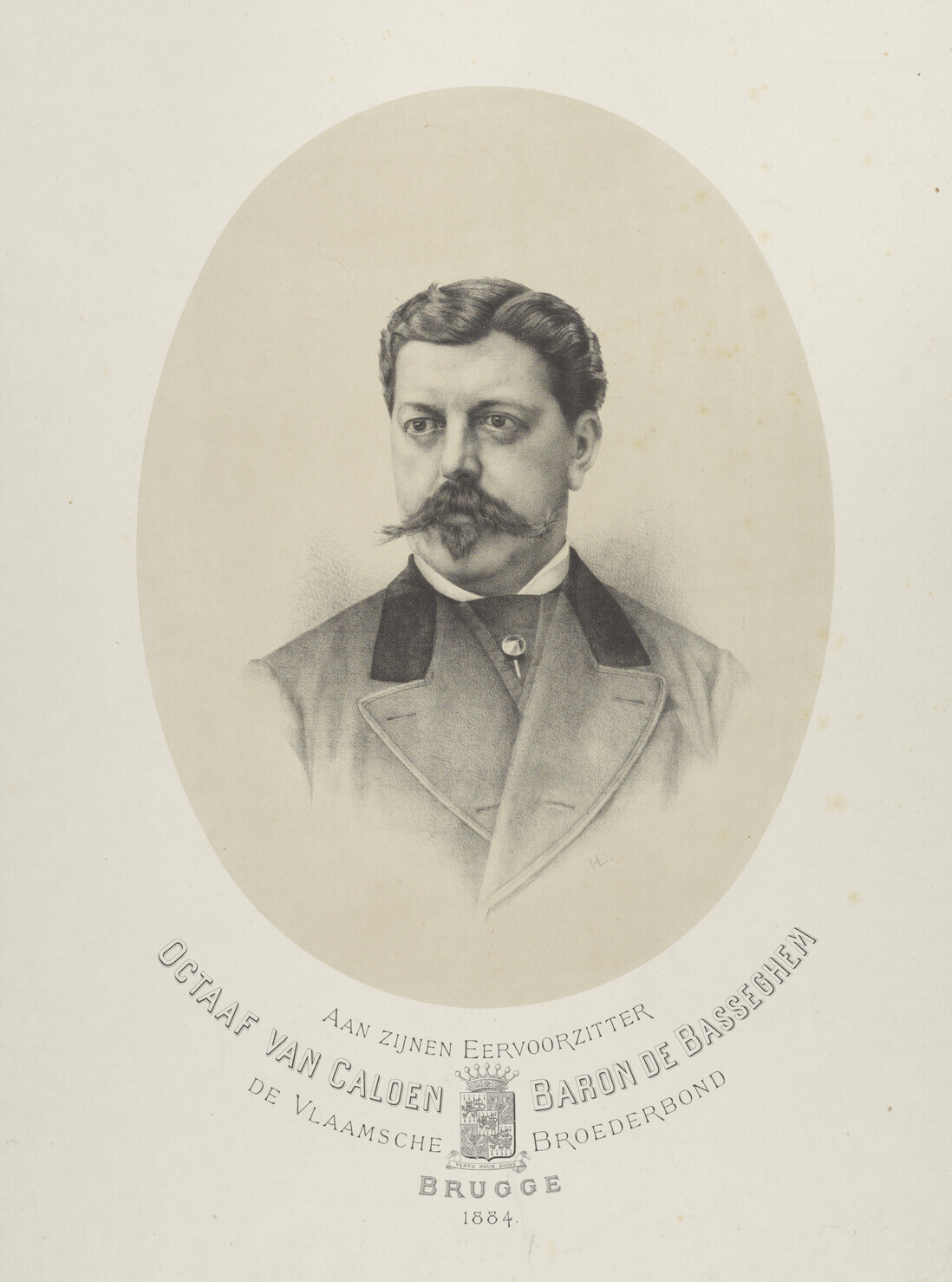
Octave van Caloen de Basseghem (1884)

Octave Marie Ghislain van Caloen de Basseghem (Brugge, 24 september 1835 - aldaar, 21 november 1897) was een Belgische burgemeester.

## Biografie

### Familie
Octave van Caloen, baron de Basseghem, was de oudste van de acht kinderen van Anselme van Caloen de Basseghem, burgemeester van Varsenare, en Marie-Thérèse de Croeser de Berges. Zijn broers Julien en Camille van Caloen de Basseghem waren eveneens burgemeester van Varsenare. Zijn broer Paul was burgemeester van Moregem.
Hij trouwde in 1867 in Brugge met Augusta de Crombrugghe de Looringhe (Ichtegem, 23 maart 1845 - Sint-Martens-Bodegem, 27 april 1933). Ze hadden een zoon en twee dochters. Hun zoon Edgard (1869-1918) werd dominicaan en missionaris in Belgisch-Congo, waar hij overleed. Hun dochters trouwden en zorgden voor nakomelingen.

### Loopbaan
In zijn jonge jaren was Van Caloen de Basseghem officier in de Belgische cavalerie. In opvolging van zijn broer Julien was hij korte tijd burgemeester van Varsenare, van 1885 tot 1887. Hij werd opgevolgd door zijn jongste broer Camille. Hij was ook provincieraadslid van West-Vlaanderen van 1868 tot 1888.
Hij werd in Brugge voorzitter en erevoorzitter van de Vlaamsche Broederbond vanaf 1877 tot hij in 1889 ontslag nam.